# Jüdischer Friedhof (Velká nad Veličkou)
Koordinaten: 48° 53′ 13,2″ N, 17° 31′ 18,7″ O

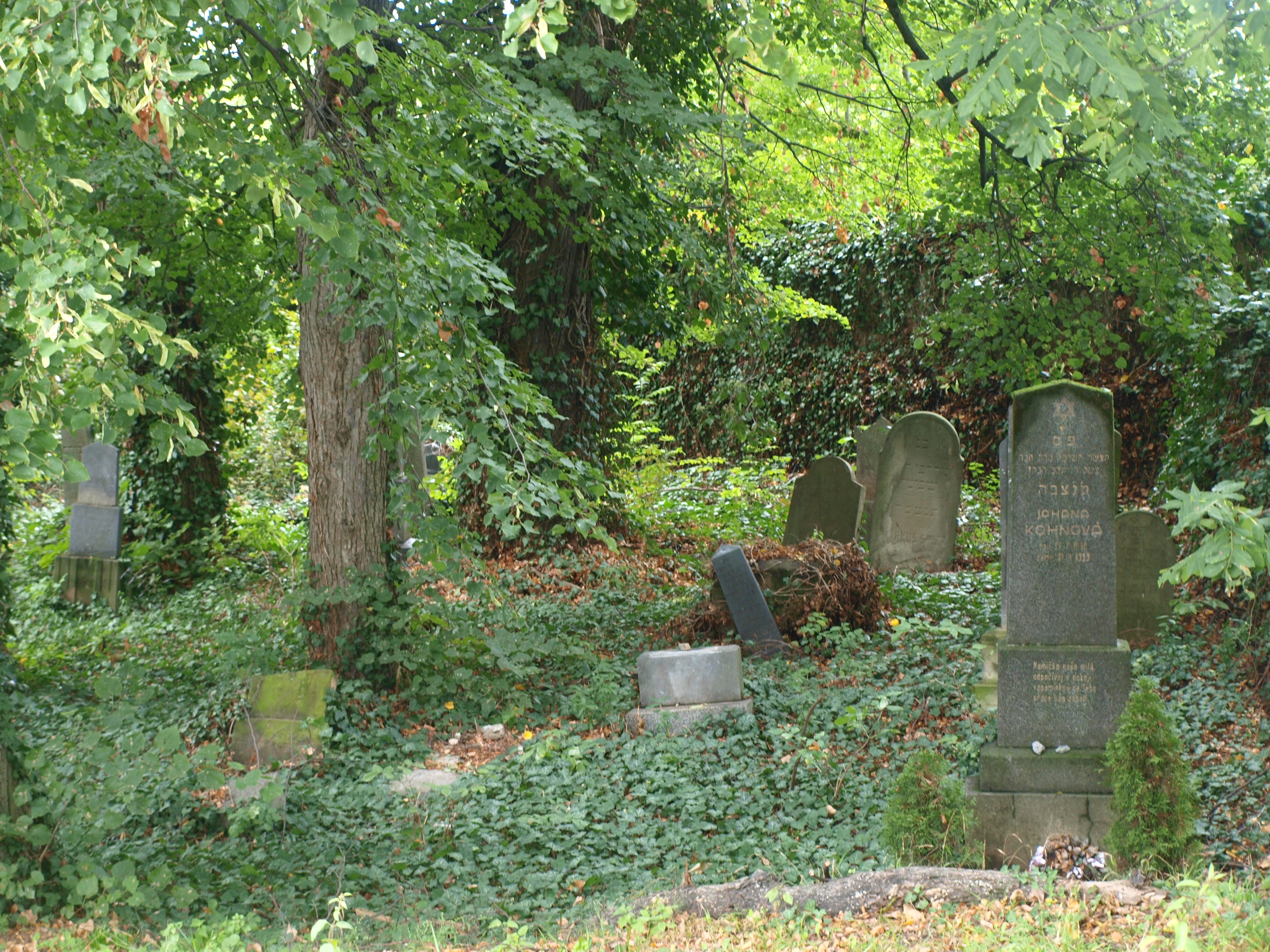
Jüdischer Friedhof in Velká nad Veličkou

Der Jüdische Friedhof in Velká nad Veličkou (deutsch Welka), einer Gemeinde im Okres Hodonín der Südmährischen Region in Tschechien, wurde 1886 angelegt. Auf dem 443 Quadratmeter großen jüdischen Friedhof befinden sich heute noch circa 36 Grabsteine. 